# El Burgo
El Burgo ist ein südspanischer Ort und eine Gemeinde (municipio) mit 1.758 Einwohnern (Stand: 2024) in der Provinz Málaga in der Autonomen Region Andalusien. Der Ort zählt zu den „Weißen Dörfern“ (Pueblos Blancos) der Provinz Málaga.

## Lage und Klima
Der Ort El Burgo liegt im Quellgebiet des Río Turón in den zumeist bewaldeten Bergen der Sierra de las Nieves, einem Teil der Serranía de Ronda, knapp 70 km (Fahrtstrecke) westlich der Provinzhauptstadt Málaga in einer Höhe von ca. 570 bis 590 m; die Stadt Ronda ist ca. 27 km in südwestlicher Richtung entfernt. Das gleichermaßen vom Atlantik wie vom Mittelmeer beeinflusste Klima ist gemäßigt bis warm; der für südspanische Verhältnisse ergiebige Regen (ca. 700 mm/Jahr) fällt – mit Ausnahme der nahezu regenlosen Sommermonate – verteilt übers ganze Jahr.

## Bevölkerungsentwicklung
| Jahr      | 1857  | 1900  | 1950  | 2000  | 2020  |
| Einwohner | 3.018 | 3.194 | 3.079 | 2.087 | 1.808 |

Der deutliche Bevölkerungsrückgang seit den 1950er Jahren ist im Wesentlichen auf die Mechanisierung der Landwirtschaft, die Aufgabe bäuerlicher Kleinbetriebe und den daraus resultierenden Verlust von Arbeitsplätzen zurückzuführen (Landflucht).

## Wirtschaft
Die Menschen früherer Jahrhunderte lebten im Wesentlichen als Selbstversorger von der Landwirtschaft, zu der auch der Wein- und Olivenanbau gehörte; im Ort selbst ließen sich auch Händler, Handwerker und Dienstleister aller Art nieder. Heute spielt der innerspanische Tourismus eine nicht unwesentliche Rolle im Wirtschaftsleben der Gemeinde.

## Geschichte

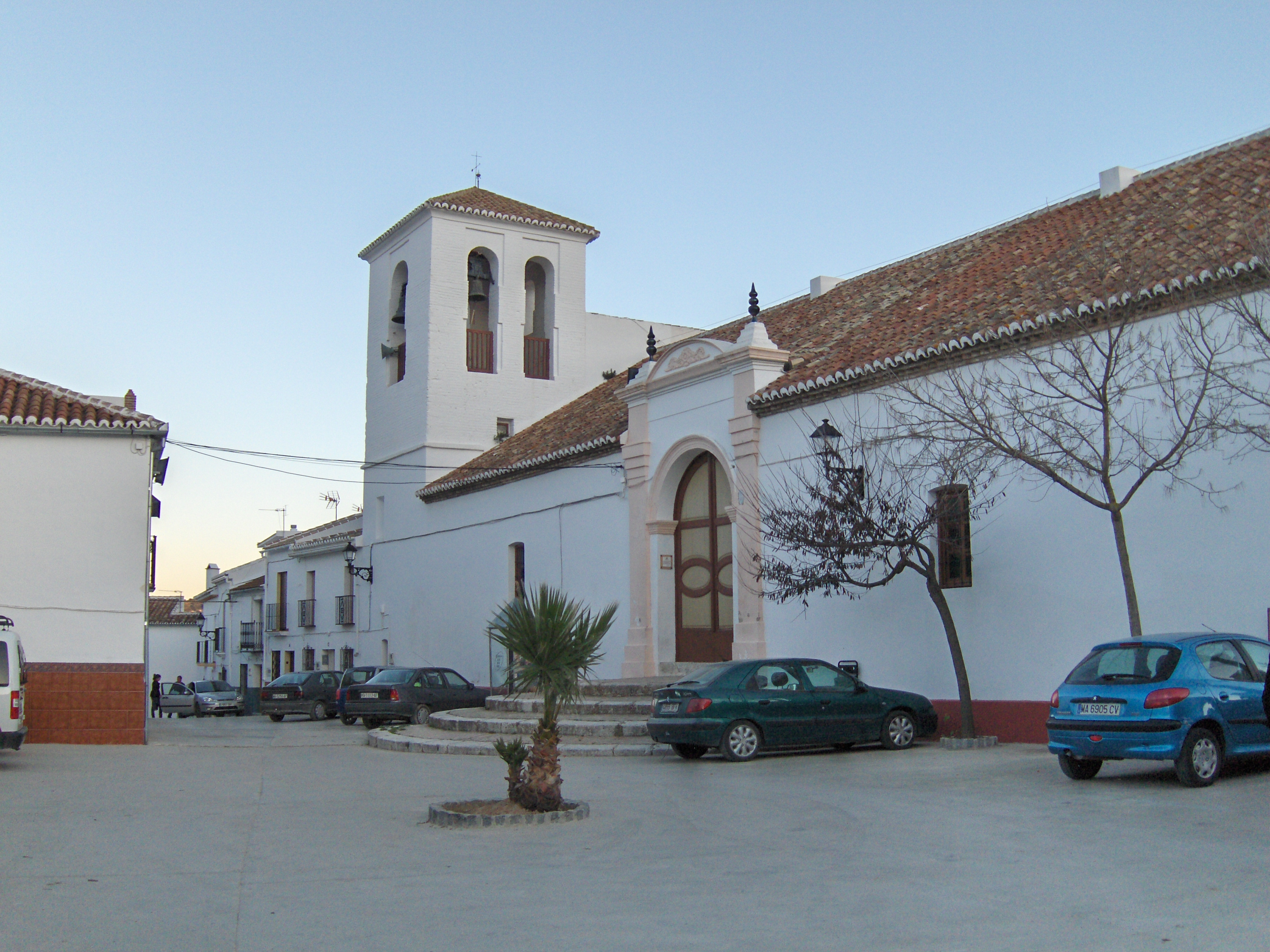
Iglesia de la Encarnación

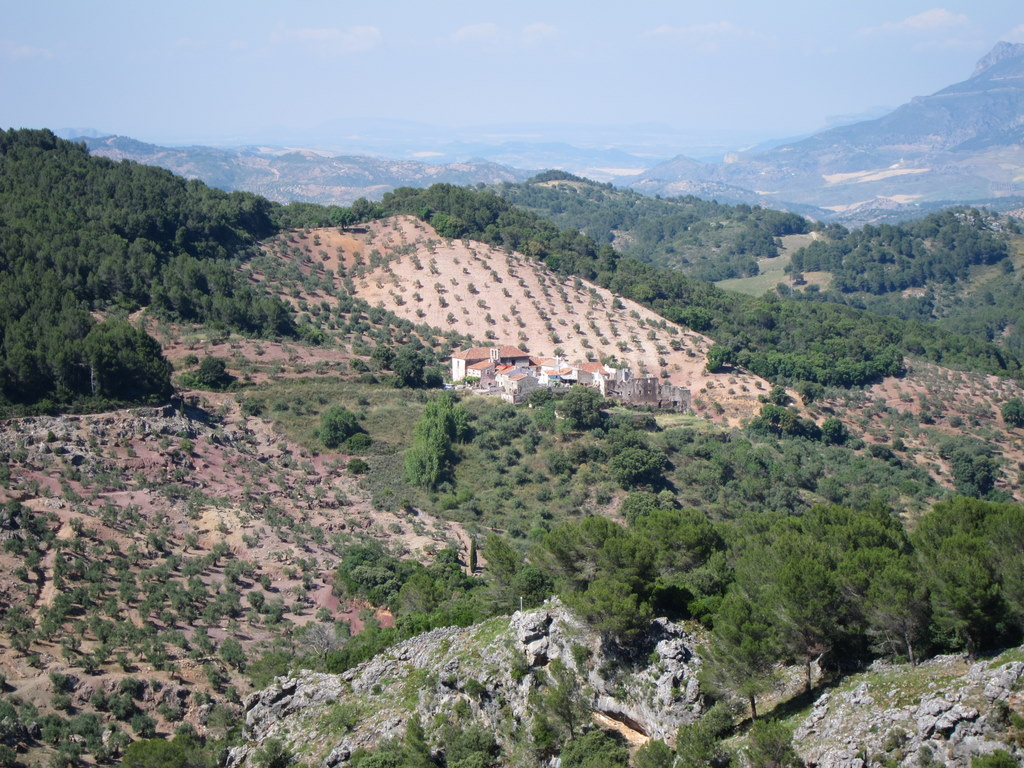
Convento de las Nieves

Über die Geschichte des Ortes ist nur wenig bekannt; Zeugnisse einer frühen Besiedlung fehlen. Erst mit den Mauren begann der politische und wirtschaftliche Aufschwung der Gegend, die in der Zeit um 900 zum von ʿUmar ibn Hafsūn kontrollierten Gebiet gehörte; der von ihm angeführte Aufstand konnte jedoch vom Emir und späteren Kalifen Abd ar-Rahman III. beendet werden. Nach dem Ende des Kalifats von Córdoba (1031) kam die Gegend zum Taifa-Königreich von Sevilla, später dann zu Málaga und schließlich zum Nasridenreich von Granada. Irgendwann in dieser Zeit entstand eine Festung (hisn). Im Jahr 1485 eroberte ein Heer der Katholischen Könige den Ort (reconquista).

## Sehenswürdigkeiten
- Von der ursprünglich maurischen, später dann christlichen Burg (Castillo de Miraflores) sind nur noch wenige Überreste erhalten.
- Mit dem Bau der Iglesia de la Encarnación wurde wenige Jahrzehnte nach der Eroberung des Ortes bzw. nach dem Abriss einer an derselben Stelle befindlichen Moschee begonnen. Das Innere der Kirche ist dreischiffig und wird von einem offenen Dachstuhl überspannt; lediglich der schmale Chorbereich ist rippengewölbt.
- Die einschiffige Iglesia de San Agustín wird von den Menschen der Region wegen ihrer zahlreichen Heiligenfiguren aufgesucht.

Umgebung
- Die Kirche des ca. 15 km (Fahrtstrecke) südwestlich des Ortes gelegenen und ursprünglich bereits im 16. Jahrhundert erbauten, aber im 19. Jahrhundert aufgelösten Karmelitinnenklosters (Convento de las Nieves) ist der „Jungfrau vom Schnee“ (Virgen de las Nieves) geweiht.[7]

## Persönlichkeiten
- Juan Mingolla Gallardo, genannt Pasos Largos, (1873–1934) war der letzte Bandolero Andalusiens.